# WWE Legends of Wrestlemania
WWE Legends of WrestleMania es un videojuego basado en las leyendas y antiguas superestrellas de la promoción de la lucha libre profesional, World Wrestling Entertainment (WWE), que han aparecido en WrestleMania en los años 80 y los 90; durante este tiempo, WWE era conocido como World Wrestling Federation (WWF)
La producción del videojuego fue anunciado en mayo de 2008 por THQ, únicamente, para PlayStation 3 y Xbox 360. Un tráiler del juego fue lanzado el mes siguiente en el E3, con una recreación del evento principal de Wrestlemania III entre Hulk Hogan y Andre the Giant.

## Jugabilidad
El juego incluye un nuevo sistema de jugabilidad basada en el combo de pelea. Para diferenciarse así mismo de la serie de juegos de Smackdown!, Legends of Wrestlemania se enfoca en una jugabilidad más al estilo arcade (parecido a WWF Wrestlefest) con solo el D-Pad (o el control análogo izquierdo) y los cuatro botones en el gamepad. Durante una partida, el HUD del jugador muestra una barra de salud y un número entre uno y tres. Después de exitosas cadenas de ataque, el número aumenta con llaves más devastadoras ya disponibles. Luego de completar el tercer nivel de movimientos, la llave especial del luchador puede realizarse. Continuas cadenas de llaves son realizadas presionando un botón indicado por la pantalla antes de que el oponente lo haga primero. Si el oponente derrota al jugador en la cadena, el movimiento será bloqueado y la cadena será rota. Cada luchador tiene cinco gritos de batalla, los cuales pueden aumentar la salud o fuerza del jugador, entre otras cosas. Además cuando el luchador es cubierto por su oponente, un medidor aparece y determina que tan posible es que el oponente pueda romper la cuenta. A diferencia de los juegos de Smackdown!, un medidor de rendición es la única indicación a específicas partes dañadas del cuerpo, opuesto al modelo del cuerpo al lado del HUD.
Los mánagers y las valets juegan una gran parte en el juego, e interfieren de parte de sus clientes. También están incluidos algunos modos parecidos a Smackdown!, como el crea-una-leyenda y jugabilidad en línea. Cada movimiento tiene una nueva animación y no son movimientos reciclados de los juegos de Smackdown!. Un nuevo modo incluido es Viaje a Wrestlemania donde los combates clásicos de Wrestlemania pueden ser recreados con un clásico pasaje en video antes de que te introduzcas en la pelea. También tiene la posibilidad de importar los luchadores de SmackDown vs. Raw 2009 (con la excepción de las divas y el contenido descargable).
El juego incluye un modo, Viaje a Wrestlemania, consistiendo de tres opciones: Revivir, Reescribir y Redefinir. En Revivir, el jugador puede luchar como la leyenda que ganó una pelea contra cierto luchador. Reescribir permite al jugador luchar como el perdedor de cierto combate histórico en orden de "reescribir" la historia. El jugador en este modo puede ver un resumen de la historia de ciertos luchadores, un resumen de su rivalidad y un resumen de su combate en Wrestlemania. En este modo, el jugador debe cumplir ciertos objetivos, además de ganar el combate. En Redefinir, el jugador escoge cualquier luchador para jugar y la habilidad para cambiar el tipo de pelea.

## Roster
| - Leyendas - André the Giant - Arn Anderson - Bam Bam Bigelow - Big Bossman - Big John Studd - Bobby Heenan+ - Bret Hart - British Bulldog - Brutus Beefcake - Dusty Rhodes - Greg Valentine - Honky Tonk Man - Hulk Hogan - Hunter Hearst Helmsley - Jake Roberts - Jim Duggan - Jim Neidhart - Jimmy Hart+ - Jimmy Snuka - Junkyard Dog - Kamala - King Kong Bundy - Koko B. Ware - Michael Hayes - Mr. Fuji+ - Mr. Perfect - Nikolai Volkoff - Paul Bearer+ - Ric Flair - Rick Rude - Road Warrior Animal - Road Warrior Hawk - Roddy Piper - Sgt. Slaughter - Shawn Michaels - Steve Austin - Ted DiBiase - The Iron Sheik - The Rock - Ultimate Warrior - The Undertaker - Yokozuna | - Importes - Batista - Big Show - The Boogeyman - Brian Kendrick - Carlito - Chavo Guerrero - Chris Jericho - CM Punk - Cody Rhodes - Curt Hawkins - Edge - Festus - Finlay - The Great Khali - Hardcore Holly - JBL - Jeff Hardy - Jesse - Jimmy Wang Yang - John Cena - John Morrison - JTG - Kane - Kofi Kingston - Mark Henry - Matt Hardy - The Miz - Mr. Kennedy - Mr. McMahon - MVP - Randy Orton - Rey Mysterio - Ric Flair (SvR) - Santino Marella - Shad - Shawn Michaels (SvR) - Shelton Benjamin - Snitsky - Tazz - Tommy Dreamer - Triple H - Umaga - Undertaker (SvR) - William Regal - Zack Ryder |

## Interacción conSmackdown vs Raw 2009
Tanto para la versión de PlayStation 3 como la de Xbox 360 existe una opción en el menú del juego llamada Import que le permitía al juego descargar el roster completo del videojuego WWE Smackdown vs. Raw 2009 (excepto divas, mánager, contenido descargable y las superestrellas Big Daddy V, Chuck Palumbo, Paul London, Elijah Burke, Lance Cade, Trevor Murdoch, Masked Man y Tony) el cual el jugador podía interactuar con las leyendas y superestrellas ya sea peleando contra ellos mismos o haciendo equipo, las superestrellas de SVR 2009 también podrían ganar campeonatos y atributos de Legends of Wrestlemania. Para que se cumpliera este importe, primero se debe de tener el roster de SVR 2009 completamente desbloqueado, después asegurarse que se guarden los datos del juego en la consola y finalmente ir al menú Legends of Wrestlemania y presionar en la opción Import y esperar a que exitosamente aparezca el Roster de SVR 2009 en el juego.

## Recepción
WWE Legends of Wrestlemania ha recibido revisiones mixtas de los críticos de videojuegos, pero positivas en su mayoría. Los críticos aclamaron la enorme cantidad de contenido desbloqueable y enfoque de la nostalgia de los primeros días del evento. Otras revisiones, como las de Gamespot e IGN, criticaron el juego por ser repetitivo y totalmente simple.